# Centro Nacional Chega!

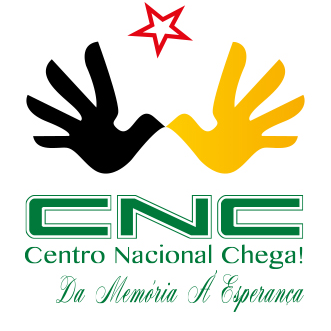
Logo des CNC

Das Centro Nacional Chega! (CNC) ist die Nachfolgeinstitution der Empfangs-, Wahrheits- und Versöhnungskommission von Osttimor (CAVR) und der Wahrheits- und Freundschaftskommission (CTF). Das CNC wurde 2017 auf Basis des Gesetzes 48/2016 gegründet. Es verwaltet die Unterlagen der beiden Kommissionen. Seinen Sitz hat das CNC im ehemaligen Gefängnis Comarca.

## Aufgabe

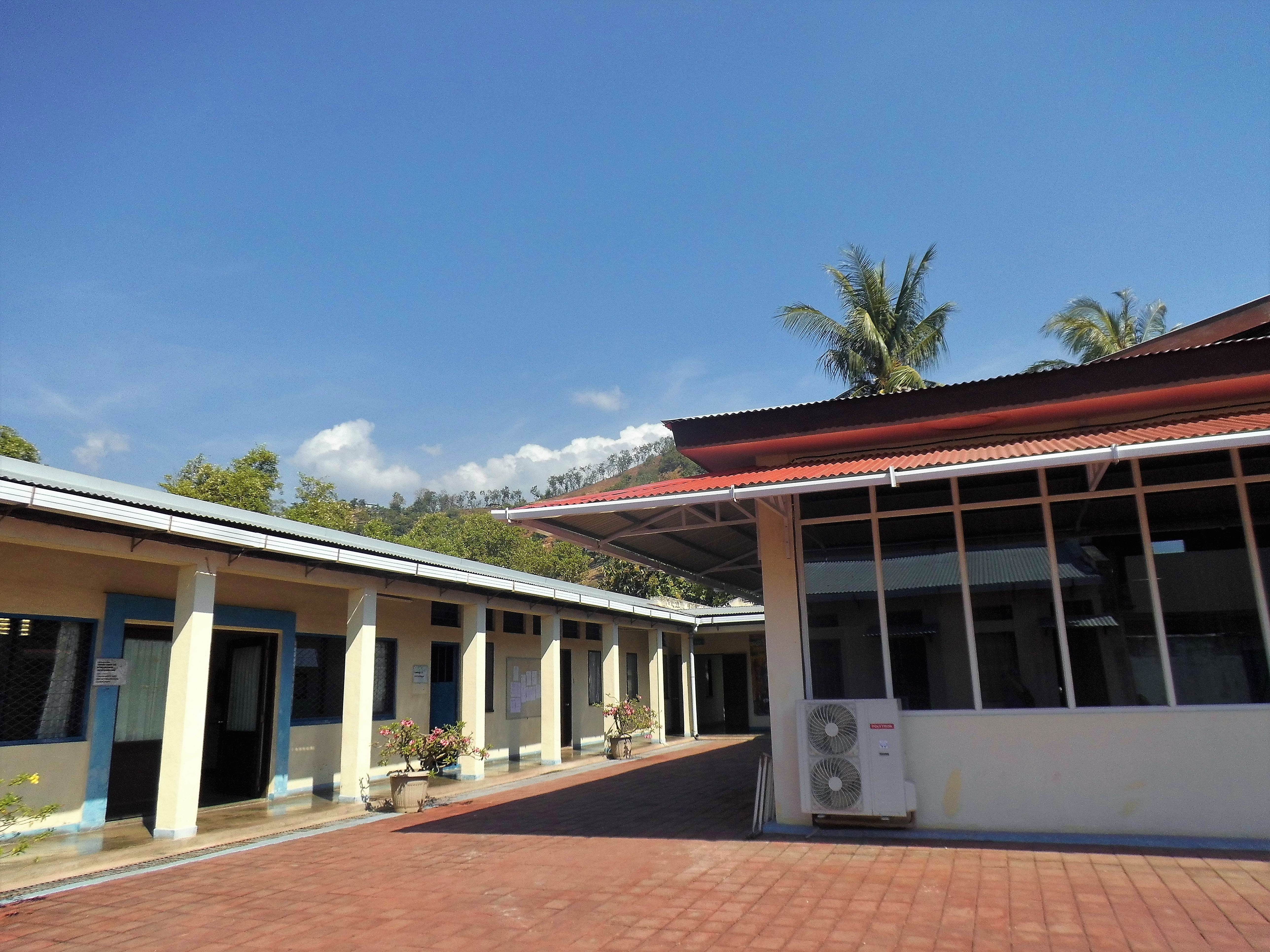
Das ehemalige Gefängnis Comarca, Sitz des CNC

Osttimor befand sich ab 1974 in Vorbereitung auf die Unabhängigkeit und wurde 1975 vom Nachbarland Indonesien bis 1999 besetzt. Das CNC soll als Forschungs- und Bildungszentrum die Erinnerung an die Geschehnisse in Osttimor in den Jahren zwischen 1974 und 1999 erhalten und dadurch zum Frieden beitragen. Außerdem sollen durch nationale und internationale Zusammenarbeit die Empfehlungen der CAVR und der CTF umgesetzt werden, die sich mit der Aufbearbeitung der Geschichte und der Menschenrechtsverletzungen in dieser Zeit befassten. Den Namen „Genug!“ (portugiesisch Chega!) übernahm das Zentrum vom gleichnamigen Abschlussbericht der CAVR.
Das CNC arbeitet sowohl mit der Regierung, als auch mit Nichtregierungsorganisationen zusammen.

## Rechtlicher Hintergrund
Das CNC ist ein Institut öffentlichen Rechts, administrativ und finanziell autonom und dem Premierminister Osttimors unterstellt. Er erlässt die Leitlinien für die Umsetzung der Aufgaben, ernennt und entlässt die Mitglieder des Verwaltungsrates, des internationalen Beirats und den Direktor und genehmigt die internen Regeln und Vorschriften. Außerdem überwacht der Premierminister die Aktivitäten des CNC, genehmigt strategische Pläne, den Jahresplan und das Budget sowie Kooperationsvereinbarungen oder Vereinbarungen über technische Hilfe.

## Struktur

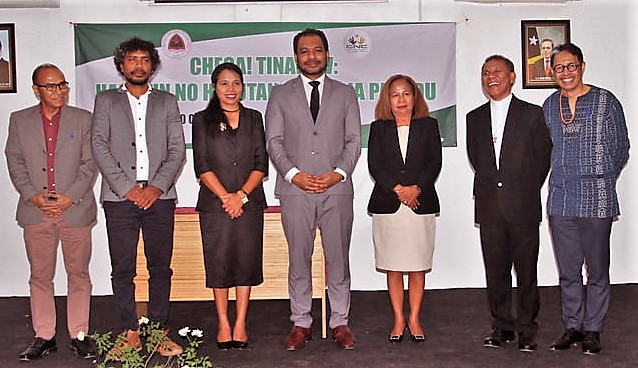
Direktor, Exekutivrat und Minister Fidelis Leite Magalhães

Dem Premierminister sind der Verwaltungsrat und der internationale Beirat unterstellt. Zu dem Verwaltungsrat gehören Vertreter der religiösen Konfessionen, der ehemaligen Kommissare von CAVR und CTF und des Forums der Nichtregierungsorganisationen Osttimors (FONGTIL). Dem Verwaltungsrat ist der Direktor des CNC untergeordnet. Als erster hat Hugo Maria Fernandes diesen Posten inne.
Dem Verwaltungsrat der Amtszeit 2017 bis 2020 gehören Inês Maria de Almeida (Präsidentin bis Januar 2020), Arlindo Marçal (amtsführender Präsident), Jovito Araújo, Alzira Sequeira Freitas dos Reis und Francisco Dionisio Fernandes an. Am 30. Oktober 2020 wurde der neue Verwaltungsrat vereidigt, dessen Amtszeit bis 2023 läuft. Alzira Sequeira Freitas dos Reis wurde die neue Präsidentin. Die Mandate der Ratsmitglieder Marçal, Araújo und dem nachgerückten Sisto dos Santos wurden verlängert. Neues Mitglied des Rates wurde Felicidade de Sousa Guterres. Santos verstarb 2023.